# Norroy-lès-Pont-à-Mousson
 Norroy-lès-Pont-à-Mousson  là một xã của tỉnh Meurthe-et-Moselle, thuộc vùng Grand Est, đông bắc nước nước Pháp. Xã này nằm ở khu vực có độ cao trung bình 260 mét trên mực nước biển.